# مانچا رئال
مانچا رِئال (به اسپانیایی: Mancha Real) یکی از دهستان‌های استان خائن در کشور اسپانیا است. این شهر با مساحت ۹۷ کیلومتر مربع، ۱۱۳۰۸ تن جمعیت دارد.